# Janine Micheau
Janine Micheau (Tolosa de Llenguadoc, 17 d'abril de 1914 - París, 18 d'octubre de 1976) era una cantatriu francesa, una de les més eminents sopranos de la seva generació, particularment associada al repertori líric-coloratura.
Janine Micheau estudia al Conservatori de Tolosa, i després al Conservatori de París, a la classe de Marguerite Carré, i fa el seu debut a l'Opéra-Comique el 1933, amb el rol de Cherubino de Les noces de Fígaro de Mozart. De seguida aconsegueix gran èxit amb els rols d'Olympia de Els contes de Hoffmann de Jacques Offenbach, Leïla de Els pescadors de perles de Georges Bizet, Lakmé de l'òpera homònima de Léo Delibes, Rosina en El barber de Sevilla de Gioachino Rossini, etc.
Coneix a Luis Mariano en un concurs de cant que recomana als seus amics parisencs. Debuta a l'Òpera de París el 1940, creant el rol de Creüsa en la Medea de Darius Milhaud. Hi cantarà després Gilda de Rigoletto de Giuseppe Verdi, Violetta de La Traviata del mateix compositor, Ophélie de Hamlet d'Ambroise Thomas, Julieta de Romeu i Julieta de Charles Gounod, Pamina de La flauta màgica de Mozart.
També es distingeix en el repertori barroc, sobretot en les obres de Jean-Philippe Rameau, com Les Indes galantes i Platée, que cantarà al Festival d'Ais de Provença.
També es produirà a l'estranger, fent estendard del repertori francès, especialment al Covent Garden de Londres, La Scala de Milà, a Chicago i a San Francisco. Sovint cantava amb Camille Maurane, en teatre i concert (notable Le Rossignol de Stravinski el 1955 i especialment Pelléas et Mélisande de Claude Debussy que va guanyar el Gran Premi de l'Académie du Disque el 1954).
Va mostrar interès per la música contemporània, interpretant The Rake's Progress de Stravinski el 1953 a l'Opéra Comique. Darius Milhaud va compondre diverses melodies per a ella, que va crear a França. També fou curiosa i amb ganes de donar a conèixer obres oblidades del segle xix i XX.
Dedica un esforç important al concert i a la ràdio, sobretot en les obres oblidades dels segles XIX i xx.
Va ensenyar al Conservatori de París de 1960 a 1975, on tingué d'alumna la també les conegudes sopranos Danièle Perriers i Mady Mesplé i donà moltes lliçons addicionals gratuïtes als estudiants que potencialment eren interessants.

## Discografia selectiva
- Jules Massenet - Manon - Janine Micheau, Libero de Luca, Roger Bourdin, Julien Giovanetti - Cor i orquestra de l'Opéra-Comique, Albert Wolff (Decca, 1951)
- Ambroise Thomas - Mignon - Geneviève Moizan, Janine Micheau, Libero de Luca, René Bianco - Cor i orquestra nacional de Bèlgica, Georges Sébastian (Decca, 1952)
- Charles Gounod - Romeu i Julieta - Raoul Jobin, Janine Micheau, Heinz Rehfuss - Cor i orquestra de l'Òpera de París, Albert Erede (Decca, 1953)
- Claude Debussy – Pelléas et Mélisande – Camille Maurane, Janine Micheau, Michel Roux, Xavier Depraz, Rita Gorr – Chorale Élisabeth Brasseur, Orchestre Lamoureux, Jean Fournet – (Philips, 1953)
- Igor Stravinsky – Le Rossignol – Janine Micheau, Lucien Lovano, Jean Giraudeau, Michel Roux, Bernard Cottret – Chœur et Orchestre de la Radiodiffusion Française, André Cluytens – (EMI, 1955)
- Christoph Willibald Gluck – Orphée et Eurydice – Nicolaï Gedda, Janine Micheau, Liliane Berton – Chœur et Orchestre du Conservatoire de Paris, Louis de Froment – (EMI, 1955)
- Jean-Philippe Rameau - Platée - Michel Sénéchal, Janine Micheau, Nicolaï Gedda, Jacques Jansen - Chœurs du Festival d'Aix en Provence, Orchestre de la Société des Concerts du Conservatoire, Hans Rosbaud - (EMI, 1956)
- Édouard Lalo – Le Roi d'Ys – Pierre Savignol, Rita Gorr, Janine Micheau, Henri Legay, Jean Borthayre – Chœur et Orchestre de la Radiodiffusion Française, André Cluytens – (EMI, 1957)
- Georges Bizet - Les Pêcheurs de perles - Janine Micheau, Nicolai Gedda, Ernest Blanc, Jacques Mars, Cor i orquestra de l'Opéra-Comique, Pierre Dervaux (EMI, 1960)
- Bizet - Carmen - Victòria dels Àngels, Nicolai Gedda, Janine Micheau, Ernest Blanc, Cor i orquestra de la Radiotelevisió francesa, Sir Thomas Beecham - (EMI, 1959)
- Bizet - Carmen - Suzanne Juyol, Libero de Luca, Janine Micheau, Julien Giovannetti - Chœur et orchestre de l'Opéra-Comique, Albert Wolff - (Decca, 1951)